# Massilieurodes formosensis
Massilieurodes formosensis là một loài côn trùng cánh nửa trong họ Aleyrodidae, phân họ Aleyrodinae.
Massilieurodes formosensis được Takahashi miêu tả khoa học đầu tiên năm 1933.